# Michael Aigner (Abt)
Michael Aigner SOCist (* in Mödling, Niederösterreich; † 11. August 1516) war ein österreichischer Zisterzienser und Abt des Stiftes Heiligenkreuz.

## Leben
In der Amtszeit von Matthäus Kramperger (1478–1492) legte er in Heiligenkreuz die Profess ab. Von Kramperger stammte aus Dinkelsbühl. 1519 trat er als Novize in Heiligenkreuz ein und am 22. Juli 1520 legte er sein Profess ab. Von 1480 bis 1493 war er Cellerar des Klosters. Nach dem Tod von Kramberger 1492 war er zusätzlich Administrator. Am 17. Februar 1493 wurde er zum Abt gewählt und von Kaiser Friedrich III. (HRR) bestätigt. Die Wahl wurde von Abt Kaspar Kreuzer von Neuberg mit Unterstützung von Kolman Bauernfeind, Stift Zwettl, und Martin von Neukloster geleitet. Als Generalvikar und Visitator war er für über 20 Männerklöster und drei Frauenklöster zuständig. Zu Beginn des Jahres 1516 resignierte er als Abt.